# Cacoides latro
Cacoides latro är en trollsländeart som först beskrevs av Wilhelm Ferdinand Erichson 1848.  Cacoides latro ingår i släktet Cacoides och familjen flodtrollsländor. Inga underarter finns listade i Catalogue of Life.